# Kenneth Gärdestad
John Charles Kenneth Gärdestad (né le 9 mai 1948 à Sollentuna, mort le 3 mars 2018 dans la même commune) est un auteur-compositeur suédois, surtout connu pour avoir écrit les paroles des chansons de son frère, Ted Gärdestad.

## Carrière musicale
Gärdestad était un auteur-compositeur qui coécrit les paroles de nombreuses chansons de son jeune frère Ted Gärdestad (1956-1997), comme ses chansons Oh, vilken härlig dag en 1973 et Rockin’ ’n’Reelin en 1975, présentées au Melodifestivalen. Les frères Gärdestad remportent le Melodifestivalen 1979 avec la chanson Satellit. La chanson représentera la Suède au Concours Eurovision de la chanson 1979 ; la chanson obtient 8 points et se classe 17e des dix-neuf participants.
En 1999, il écrit les paroles de l'album pour enfants Zzoppa de Jojje Wadenius.
Gärdestad participe en 2008 à l'émission musicale Doobidoo de la SVT avec Lotta Engberg en interprétant pour la première fois une chanson de son frère à la télévision.
Il participe de nouveau au Melodifestivalen en 2010, avec les paroles de Hur kan jag tro på kärlek? interprétées par le chanteur Erik Linder avec une musique de Tony Malm et Niclas Lundin. La chanson se classe cinquième en demi-finale et est éliminée.
En 2016, il reçoit le Musikförläggarnas pris, un prix honorifique pour l'ensemble de sa carrière. En 2018, il remporte un Grammis honorifique aussi pour sa carrière.
Gärdestad, avec Keijo Liimatainen, écrit Jag vill ha en egen måne (2005), une biographie sur son frère Ted et les circonstances entourant son suicide en 1997. En 2018, un film biographique sur son frère, Ted: För kärlekens skull, sort. Gärdestad collabore à la création de scènes réalistes pour le film. Peter Viitanen interprète Kenneth Gärdestad dans le film.
Gärdestad est un invité spécial de l'émission Så mycket bättre en 2016, diffusée sur TV4. La dernière émission de la saison 2016 met en vedette les chanteurs choisis pour la saison interprétant plusieurs des succès de son frère, comme Helt när dig (interprété par Little Jinder), Sommarlängtan (Magnus Carlson), Himlen är oskyldigt blå (Jill Johnson), 505 to Casablanca (Freddie Wadling), Sol, vind och vatten (Lisa Ekdahl), I den stora sorgens famn (Tommy Nilsson) et För kärlekens skull (Danny Saucedo). Sa dernière chanson Måla mig i akvarell est enregistrée par Sofia Ullman ; Gärdestad écrit les paroles et Ullman la musique.

## Architecte
Gärdestad est l'architecte en chef de Kunskapsskolan, un réseau suédois d'écoles indépendantes qui dispense un enseignement aux collégiens, de 2008 jusqu'à sa mort. Conçue par Gärdestad, l'architecture est très ouverte, avec du verre et des murs peints de couleurs vives. Il existe 36 écoles de Kenneth Gärdestad en Suède.

## Militantisme
Gärdestad travaille pour éduquer et faire comprendre la maladie psychologique, après le suicide de son frère Ted en 1997 due à la schizophrénie. Il est le fondateur d'une bourse annuelle attribuée aux chanteurs et auteurs-compositeurs amateurs depuis 1999 pour promouvoir leur travail. Le prix oblige à un hommage en concert.

## Famille
Leur autre frère Kjell (1944-2000) est également un auteur-compositeur qui a co-écrit la chanson Viking avec Ted.
Gärdestad était marié et avait deux fils et une fille.

## Décès
Kenneth Gärdestad révèle en 2014 qu'il souffre d'un cancer de la peau et d'un lymphome latent. Il meurt le 3 mars 2018, à l'âge de 69 ans, de la grippe et d'une pneumonie ainsi que des séquelles de ses maladies cancéreuses. Sa dernière prestation a lieu aux Grammis en 2018, où il prononce un discours après avoir reçu le prix d'honneur. Après le gala, il est transporté à l'hôpital, où il décède quatre semaines plus tard.